# Portrety pięciu Elżbiet
Portrety pięciu Elżbiet bezstronnym pędzlem malowane i w dzień ich imienin darowane od przyjaznego osobom ich sługi – cykl pięciu sześciowersowych epigramatów Tomasza Kajetana Węgierskiego napisanych w 1776, a opublikowanych w wydaniu zbiorowym pism autora w 1882.
Epigramaty rozpowszechniane były anonimowo w kopiach rękopiśmiennych. Utwory są satyrycznymi, złośliwymi portretami kobiet ze szczytów ówczesnej hierarchii społecznej, takich jak Elżbieta z Poniatowskich Branicka (siostra Stanisława Augusta Poniatowskiego), Elżbieta z Flemmingów Czartoryska i Elżbieta z Czartoryskich Lubomirska (małżonka i siostra Adama Kazimierza Czartoryskiego), Elżbieta z Lubomirskich Potocka (żona Ignacego Potockiego) oraz Elżbieta z Branickich Sapieżyna. Odkrycie autorstwa epigramatów, ośmieszających wysoko postawione osoby, spowodowało wykluczenie Węgierskiego z warszawskich kręgów towarzyskich. Obrażone Elżbiety groziły autorowi rózgami, a samo dzieło zostało spalone publiczne na Rynku przez kata.
Utwory są przykładem intensywnie uprawianej pod koniec XVIII wieku satyry imiennej – pamfletu i paszkwilu. Istnieje hipoteza, że powstały jako satyra w odpowiedzi na Odę do ojczyzny na dzień 19 listopada w r. 1774 ku czci króla Poniatowskiego. Wydźwięk miałby być taki, że nie zginie Ojczyzna, gdy ma tak sławetne córy.